# Рудольф Бюргер
Рудольф Бюргер (рум. Rudolf Bürger, 31 жовтня 1908, Тімішоара, Австро-Угорщина — 20 січня 1980, там само) — румунський футболіст німецького походження, що грав на позиції захисника. По завершенні ігрової кар'єри — тренер.
Виступав, зокрема, за клуб «Ріпенсія», а також національну збірну Румунії.
П'ятиразовий чемпіон Румунії. Дворазовий володар Кубка Румунії. 

## Клубна кар'єра
Народився 31 жовтня 1908 року в місті Тімішоара. Вихованець юнацької команди футбольного клуба «Кінезул».
У дорослому футболі дебютував 1926 року виступами за «Кінезул», в якій провів чотири сезони. 
1930 року перейшов до клубу «Ріпенсія», за який відіграв 11 сезонів.  За цей час чотири рази виборював титул чемпіона Румунії, ставав володарем Кубка Румунії (двічі). Завершив професійну кар'єру футболіста виступами за команду «Ріпенсія» у 1941 році.

## Виступи за збірну
1929 року дебютував в офіційних матчах у складі національної збірної Румунії. Протягом кар'єри у національній команді, яка тривала 11 років, провів у її формі 34 матчі.
Один з декількох футболістів, які брали участь у всіх трьох довоєнних чемпіонатах світу:
на чемпіонаті світу 1930 року в Уругваї зіграв проти Перу (3:1) і Уругваю (0:4);
на чемпіонаті світу 1934 року в Італії був в заявці, але не грав;
на чемпіонаті світу 1938 року у Франції зіграв у двох матчах проти Куби (3:3) і в переграванні (1:2).

### Матчі в складі збірної
Балканський кубок 1929-1931
1. (2) 06.10.1929. Бухарест. Румунія - Югославія 2:1
2. (4) 25.05.1930. Бухарест. Румунія - Греція 8:1
3. (7) 12.10.1930. Софія. Болгарія - Румунія 5:3

ЧС-1930
1. (5) 14.07.1930. Монтевідео. Перу - Румунія 1:3
2. (6) 21.07.1930. Монтевідео. Уругвай - Румунія 4:0

Балканський кубок 1932
1. (11) 26.06.1932. Белград. Болгарія - Румунія 2:0
2. (12) 28.06.1932. Белград. Греція - Румунія 0:3
3. (13) 03.07.1932. Белград. Югославія - Румунія 3:1

Балканський кубок 1936
1. (18) 17.05.1936. Бухарест. Румунія - Греція 5:2
2. (19) 24.05.1936. Бухарест. Румунія - Болгарія 4:1

ЧС-1938
1. (28) 05.06.1938. Тулуза. Румунія - Куба 3:3
2. (29) 09.06.1938. Тулуза. Румунія - Куба 1:2

Товариські матчі
1. (1) 15.09.1929. Софія. Болгарія - Румунія 2:3
2. (3) 04.05.1930. Белград. Югославія - Румунія 2:1
3. (8) 23.08.1931. Варшава. Польща - Румунія 2:3
4. (9) 26.08.1931. Каунас. Литва - Румунія 2:4 (замінений на 15 хв.)
5. (10) 12.06.1932. Бухарест. Румунія - Франція 6:3
6. (14) 02.10.1932. Бухарест. Румунія - Польща 0:5
7. (15) 25.08.1935. Ерфурт. Німеччина - Румунія 4:2 (вийшов на 46 хв.)
8. (16) 01.09.1935. Стокгольм. Швеція - Румунія 7:1
9. (17) 10.05.1936. Бухарест. Румунія - Югославія 3:2
10. (20) 04.10.1936. Бухарест. Румунія - Угорщина 1:2
11. (21) 18.04.1937. Бухарест. Румунія - Чехословаччина 1:1
12. (22) 10.06.1937. Бухарест. Румунія - Бельгія 2:1
13. (23) 27.06.1937. Бухарест. Румунія - Швеція 2:2
14. (24) 04.07.1937. Лодзь. Польща - Румунія 2:4
15. (25) 12.07.1937. Рига. Латвія - Румунія 0:0
16. (26) 14.07.1937. Таллінн. Естонія - Румунія 2:1
17. (27) 08.05.1938. Бухарест. Румунія - Югославія 0:1
18. (30) 06.09.1938. Белград. Югославія - Румунія 1:1
19. (31) 04.12.1938. Прага. Чехословаччина - Румунія 6:2
20. (32) 07.05.1939. Бухарест. Румунія - Югославія 1:0
21. (33) 18.05.1939. Бухарест. Румунія - Латвія 4:0
22. (34) 24.05.1939. Бухарест. Румунія - Англія 0:2

## Кар'єра тренера
Розпочав тренерську кар'єру, ще продовжуючи грати на полі, 1939 року, очоливши тренерський штаб клубу «Ріпенсія».
1942 року став головним тренером команди «Політехніка» (Тімішоара), тренував тімішоарську команду чотири роки.
Згодом протягом 1950 року знову очолював тренерський штаб «Політехніки» (Тімішоара).
Протягом тренерської кар'єри також очолював команди клубів «ЧАМ Тімішоара» та «АСА Тімішоара».
Останнім місцем тренерської роботи був клуб «Електропутере» (Крайова), головним тренером команди якого Рудольф Бюргер був з 1951 по 1952 рік.
Помер 20 січня 1980 року на 72-му році життя.

## Титули і досягнення
- Чемпіон Румунії (5):

«Кінезул»: 1926-1927
«Ріпенсія»: 1932-1933, 1934-1935, 1935-1936, 1937-1938
- Володар Кубка Румунії (2):

«Ріпенсія»: 1933-1934, 1935-1936